# KYE Systems Corp.
KYE Systems Corp. (chineza tradițională: 昆盈企業股份有限公司) este o companie fondată în 1983, cu sediul în Taiwan și cu reprezentație în Statele Unite, Regatul Unit, Germania, Hong Kong și China. Aceasta fabrică dispozitive pentru calculatoare: tastaturi, mausuri, controlori pentru jocuri (joystick-uri etc.). Compania are peste 3.000 de angajați în toată lumea. Câștigurile în vânzări se ridică la $353 milioane în 2005 și $424 milioane în 2006 (excluzând sub-brandurile acesteia).
În ciuda faptului că aceasta fabrică produse pentru firme precum Microsoft și Hewlett Packard, compania are propriul brand de produse, mai exact Genius. Produsele Genius sunt comercializate și în România.